# Famille Kossakowski
La famille Kossakowski (polonais : pluriel : Kossakowscy, féminin : Kossakowska) (lituanien : Kosakovskiai, singulier : m : Kosakovskis, f : Kosakovskienė, Kosakovskytė) est une famille de l'aristocratie du royaume de Pologne et du grand-duché de Lituanie (République des Deux Nations), originaire de Mazovie.

## Armes

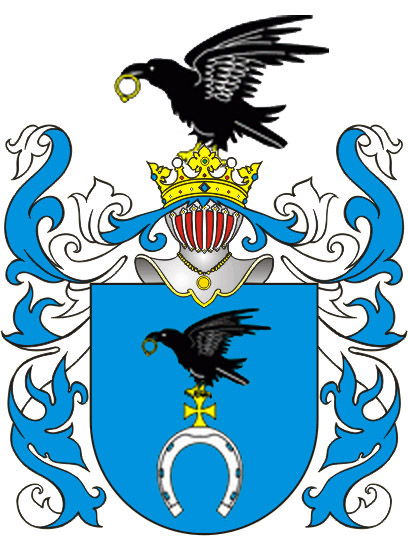
Armes de la famille Korwin-Kossakowski

## Personnalités
- Katarzyna Kossakowska (1716 ou 1722 - 1803), femme politique et épistolière polonaise
- Józef Kazimierz Kossakowski (1738-1794), évêque de Livonie, membre de la Confédération de Targowica
- Szymon Marcin Kossakowski (1741-1794) un des chefs de la Confédération de Targowica dernier Hetman de Lituanie
- Jan Nepomucen Kossakowski (1755-1808), évêque de Livonie puis de Vilna
- Józef Ignacy Kossakowski (1757-1829), militant politique
- Józef Dominik Kossakowski (1771-1840), colonel, membre de la Confédération de Targowica, gendre de Stanislas Potocki
- Józef Kossakowski (1772-1842), général de la Grande Armée, aide de camp de Napoléon Ier
- Józef Kossakowski (1807-1857), imprimeur et éditeur de Lublin
- Eustachy Kossakowski (1925-2001), photographe français et polonais